# Hydroizolace

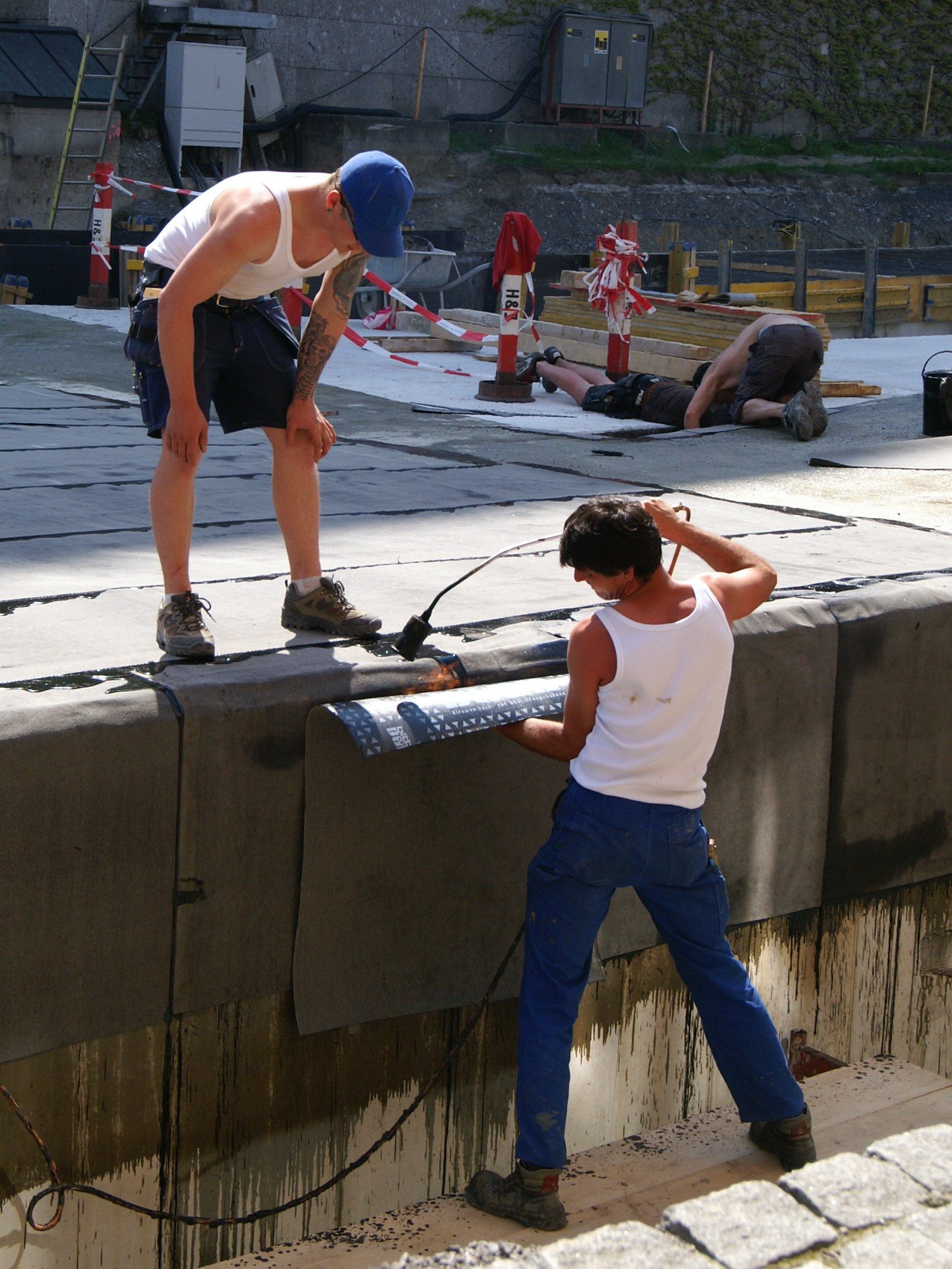
Svařování živičné hydroizolace betonové konstrukce

Hydroizolace je druh izolace zabraňující nežádoucímu průniku vody. Používá se ve stavebnictví, ale také například v oděvním průmyslu. Tvoří ji souvislá, neprodyšná vrstva tvořená různými voděodolnými materiály. Ve stavebnictví je běžně používána vedle tepelné a zvukové izolace. Hydroizolace chrání stavby před vodou podzemní, povrchovou, stékající, tlakovou a gravitační, vodou ve formě vodní páry, ale i před radonem a metanem. Zabraňuje tak pronikání vody a vlhkosti do konstrukcí a interiéru, což by mohlo vyvolat korozi, vznik plísní i celkové zhoršení obyvatelnosti prostorů.

## Místa použití
Používá se v místech, kde by průnik vody působil poškozování konstrukcí a vlhkost uvnitř stavby, např.:
- oddělení základů či podzemní části stavby od okolního terénu – doplňuje se odvodňovací kanalizací
- vodorovné oddělení nedostatečně izolované podzemní a nadzemní části (starší) stavby
- izolace vodorovných střech, teras a balkonů
- izolace vnitřních prostor vystavených působení vody, zejména koupelen

Hydroizolace se také používá k zabránění nežádoucímu úniku vody z nádrží, např. bazénů, septiků, průmyslových nádrží apod.

## Druhy

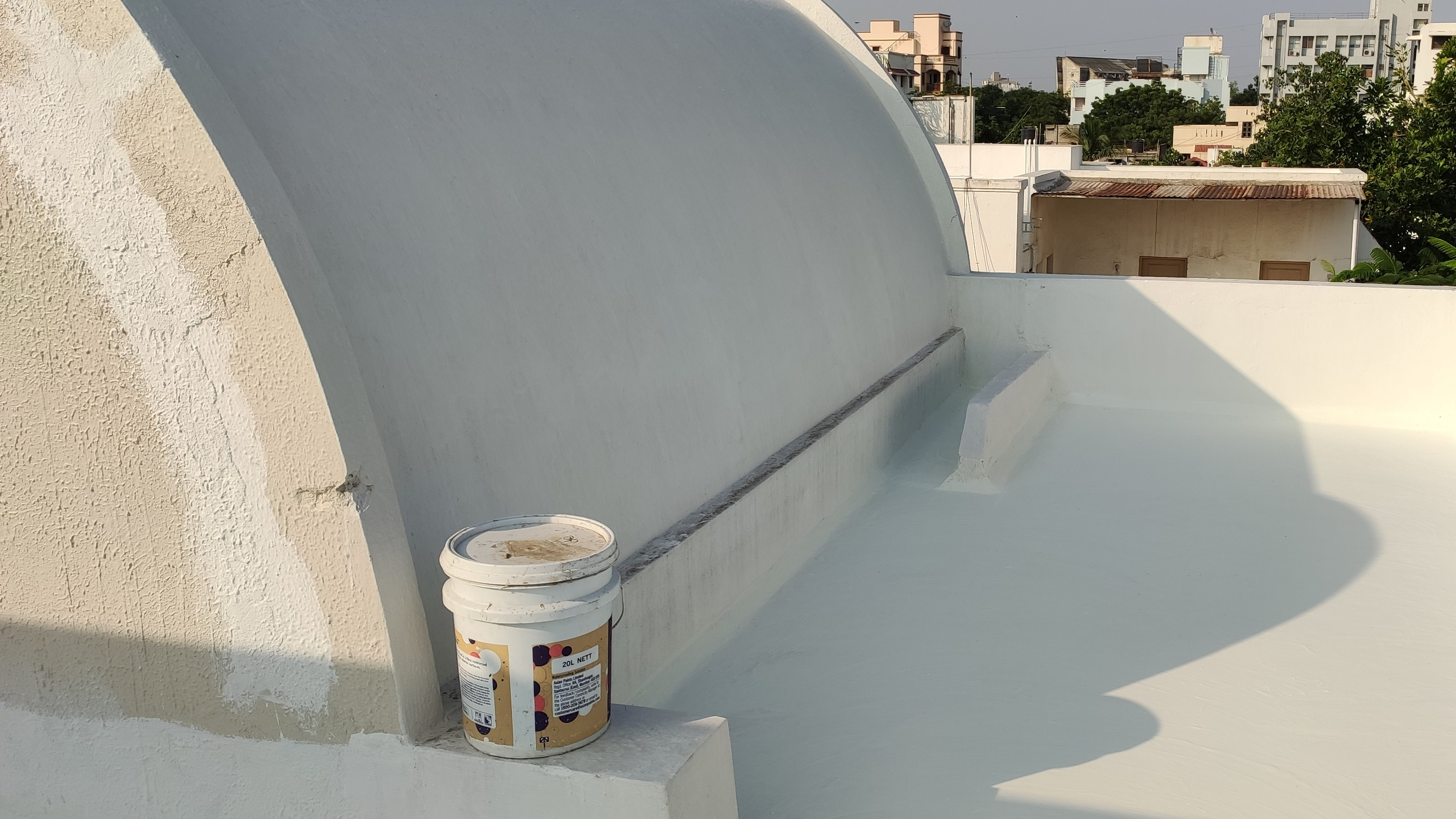
Tekutá stěrková hydroizolace z polymerizovaného silikonového vinylu nanášená na střechu budovy

Dělení hydroizolace dle použitého materiálu (používají se také kombinace):
- živičné – hydroizolace asfaltové a dehtové, typicky asfaltové pásy, dříve izolační papír asfaltovaný (IPA), térový papír nebo izolační lepenka.
- plastové a pryžové – hydroizolace syntetické – např. nopová fólie, PVC izolace, parozábrana,
- stěrkové – v tekutém stavu se stříkají nebo nanáší na danou konstrukci[4]
- polyetylenové a jiné hydroizolace – jílové hmoty, sklo a kovy

V blízkosti prvků izolace se často nachází drenáže, které se starají o odvod vody. Mezi ně se počítají vsakovací tunely, žlaby, trubky či ukončovací lišty pro nopové fólie. Součástí hydroizolací jsou i ochranné vrstvy, která musí chránit hydroizolaci před poškozením. Mezi ně patří syntetické či profilované (nopové) fólie, tepelné izolace, deskové materiály na syntetické bázi (belar, desky z lisované pryže) nebo silikátové vrstvy.